# Флаг Светлинского поссовета
Флаг муниципального образования Све́тлинский поссовет Светлинского муниципального района Оренбургской области Российской Федерации — опознавательно-правовой знак, служащий официальным символом муниципального образования.
Флаг утверждён 10 августа 2009 года и подлежит внесению в Государственный геральдический регистр Российской Федерации.

## Описание
«Флаг Светлинского поссовета представляет собой двухстороннее прямоугольное полотнище 3:2.
В золотом поле красный волнистый столб, увенчанный в главе червлёным шаром, окружённым червлёными лучами, внизу столба прямые лучи, оканчивающиеся четырёхконечными звёздочками.
В волнистой синей оконечности два серебряных лебедя.
Оборотная сторона флага является зеркальным отображением лицевой стороны».

## Символика
Красный шар с лучами является стилизованным изображением солнца, символизирующим название посёлка — Светлый; волнистый столб, разлетающиеся брызги и искры в схематическом виде иллюстрируют льющийся из ковша расплавленный металл.
Золотой цвет полотнища символизирует степь, а также золотой колос хлебной нивы. Жёлтый цвет — солнечный символ.
Синий фон символизирует водоёмы, находящиеся в непосредственной близости от посёлка Светлый.
Плавающие в синем фоне два лебедя символизируют уникальность и красоту природы, окружающей Светлый, и богатство фауны, а также символизируют семью.